# Clarkson (CDP, New York)
Pour les articles homonymes, voir Clarkson.
Clarkson est une census-designated place du comté de Monroe, dans l'État de New York, aux États-Unis,. En 2020, elle compte une population de 4 694 habitants.